# OpenVMS кластери
OpenVMS Cluster - це група OpenVMS Alpha і OpenVMS VAX систем, підсистем зберігання даних, з'єднання програмного забезпечення, які працюють разом, як одна віртуальна система.

## OpenVMS кластер

### Alpha і VAX Кластери
OpenVMS Cluster це група OpenVMS Alpha і OpenVMS VAX систем, підсистем зберігання даних, з'єднання програмного забезпечення, які працюють разом, як одна віртуальна система.
У кластерної системи OpenVMS, кожен Alpha і VAX вузол має такі можливості:
- Акції обробки ресурсів, черги і зберігання даних
- Можливість завантаження або ненезалежні один від одного системи працюють під управлінням операційної системи OpenVMS
- Крім того, система кластерів OpenVMS управляється як єдине ціле.

#### Переваги

##### Спільне використання ресурсів
Кілька систем можуть отримати доступ до одних пристроїв зберігання даних, так, що користувачі можуть обмінюватися файлами. Ви також можете поширювати додатки, партію і обробку друку завдання на декількох системах. Робота з доступом до загальних ресурсів може виконуватися на будь-якій системі.

##### Наявність
Дані та додатки залишаються доступними під час запланованих або незапланованих простоїв окремих систем. Різноманітність конфігурацій забезпечують багаторівневий доступ до операції відмовостійкості.

##### Масштабованість
Можна додати обробники та ресурси, що не заважають системі. Повний асортимент систем з високоякісної, симетричної, багатопроцесорної обробки систем в невеликих робочих станціях, можуть бути з'єднані і легко переконфігуровані. Він контролює рівень продуктивності и доступності.

##### Простота управління
OpenVMS управління кластера є ефективним і безпечним. Тому, що він управляє OpenVMS як єдиною системою, в якій завдання мають бути виконані тільки один раз. OpenVMS кластери співпрацюють з користувачем.

##### Відкриті системи
Дотримання IEEE, POSIX, OSF / 1, Motif, OSF DCE, ANSI SQL, і TCP / IP забезпечує стандарти OpenVMS Cluster системи з портативністю додатків і взаємодії.

#### Апаратні компоненти системи OpenVMS кластер
Система OpenVMS Cluster включає в себе безліч компонентів апаратного забезпечення, такі як адаптери, підсистеми зберігання даних. 
- система - містить один або більше процесорів, пам'ять і адаптери введення/виводу (I/O), які діють як єдина система обробки.
- багатопотоковість - підключення апаратних вузлів між OpenVMS Cluster, на якому вузли взаємодіють один з одним.
- підсистеми зберігання - пристрої, на яких зберігаються дані і додаткові контролери, які управляють пристроями.
- адаптер - пристрої, які з'єднують вузли в кластері OpenVMS для з'єднання та зберігання.

## Основні поняття
Програмне забезпечення OpenVMS кластера можна розділити на такі види:
- Компоненти операційної системи OpenVMS
- Мережеві компоненти
- Підвищення зберігання програмного забезпечення
- Програмне забезпечення управління системою
- Бізнес-додатки

Додаткове програмне забезпечення підвищення зберігання збільшує продуктивність і доступність підсистем зберігання даних.
Приклади:
- Обсяг Стеження за OpenVMS (надлишкові масиви незалежних дисків [RAID] Рівень 1)
- DECram для OpenVMS (RAM)
- Програмне забезпечення RAID для OpenVMS (підтримує рівень RAID 0 масив (чергування дисків) та рівень RAID 5 масив (чергування дисків з парністю)
- Ієрархічна Storage Manager (HSM)

## Налаштування системи OpenVMS Cluster
Щоб скористатися OpenVMS кластером - правильна конфігурація є суттєвою. Ідеальна конфігурація кластера OpenVMS відповідає таким критеріям:
- Забезпечує найкраще поєднання апаратних і програмних компонентів для задоволення ваших бізнес-вимог.
- Стратегічно розподіляє свої бюджетні стани, щоб повернути максимальне значення в тих областях, які є пріоритетом для вашого бізнесу.
- Налаштування системи OpenVMS Cluster вимагає ретельного планування, тому ви повинні враховувати безліч чинників.

Загальні правила налаштування

Наступні загальні правила застосовуються до кластерних систем OpenVMS:
- Кластерна система OpenVMS не може містити більше 96 Alpha і VAX вузлів.
- Alpha і система VAX не може завантажитися з того ж системного диска. Системні диски можуть бути розділені тільки системами в тій самій архітектурі.
- Крос-архітектура при якій підтримується супутникове завантаження. Alpha супутники (клієнти) можуть завантажуватися з сервера VAX, а супутники VAX (клієнти) можуть завантажитися з сервера Alpha.
- Кожен вузол OpenVMS повинен бути в змозі спілкуватися безпосередньо з кожним іншим вузлом кластера OpenVMS.

Конфігурації, використовують загальну (multihost) шину SCSI або загальне (multihost) з'єднання. Fibre Channel також повинні бути налаштовані з будь-яким з інших підтримуваних підключень OpenVMS Cluster, бо при з'єднанні вузол-вузол зв'язку не відбувається по шині SCSI або Fibre в Канал.
- Конфігурації, які використовують канал пам'яті глобального з'єднання, також повинні бути налаштовані з будь-яким з інших підтримуваних OpenVMS Cluster з'єднань для доступу до пам'яті. Зберігання не може бути налаштований на канал пам'яті.
- OpenVMS вузол або пристрій зберігання може брати участь одночасно тільки в одній кластерній системі OpenVMS.

DECnet+ - програмне забезпечення яке не вимагається в конфігурації кластера OpenVMS. Починаючи з OpenVMS версії 7.0, утиліта використовує TCP / IP або DECnet транспортний протокол.

## Масштабованість для подальшого зростання
Масштабованість - це можливість розширити OpenVMS Cluster в будь-якій системі для зберігання даних та обробки великих потоків інформації. Масштабованість на рівні вузла означає можливість оновити і додати в апаратному та програмному забезпеченні вашого вузла розширення які в рази пришвидшать дію кластера. Масштабованість на рівні OpenVMS Cluster означає можливість збільшити пропускну здатність всієї системи OpenVMS Cluster, додавши обчислювальну потужність з'єднань і зберігання в багатьох вузлах.